# Anna Dorothea von Sachsen-Weimar
Prinzessin Anna Dorothea von Sachsen-Weimar (* 12. November 1657 in Weimar; † 24. Juni 1704 in Quedlinburg) war Äbtissin des Reichsstifts Quedlinburg.

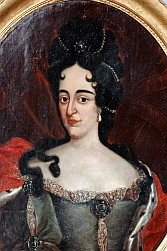
Anna Dorothea von Sachsen-Weimar, Fürstäbtissin von Quedlinburg

## Leben
Anna Dorothea von Sachsen-Weimar war eine Tochter des Herzogs Johann Ernst II. von Sachsen-Weimar und dessen Frau Prinzessin Christine Elisabeth von Schleswig-Holstein-Sonderburg (1638–1679).
Von 1681 bis 1684 war sie Pröpstin des Quedlinburger Stiftes. Als die Äbtissin Anna Sophie II. von Hessen-Darmstadt im Jahre 1683 verstarb, wurde zunächst die Holsteiner Prinzessin Anna Dorothea von Holstein-Gottorp zu ihrer Nachfolgerin ernannt. Doch durch Beeinflussung des Stiftsschutzherrn, des sächsischen Kurfürsten Johann Georg III., und durch Einwirkung auf das Stiftskapitel erreichte Anna Dorothea, dass sie am 4. September 1684 selbst zur neuen Äbtissin gewählt und am 29. Januar 1685 durch Kaiser Leopold I. bestätigt wurde.
Während ihrer Zeit als Äbtissin fand im Jahre 1698 ein Wechsel der Schutzherrschaft über das Stift statt. Die Übernahme des polnischen Königsthrons durch Kurfürst August den Starken – er war seinem Vater als Schutzherr nachgefolgt – verschlang derart große Geldsummen, dass August der Starke gezwungen war, die Schutzherrschaft für 340.000 Taler an den brandenburgischen Kurfürsten Friedrich III. (ab 1701 König in Preußen) zu verkaufen.
Dieser Wechsel brachte viele Veränderungen mit sich, denn die Äbtissin wurde nicht nur stark in ihren Machtbefugnissen beschnitten, das Stift verlor darüber hinaus auch zahlreiche Besitzungen. So ist es nicht verwunderlich, dass Anna Dorothea mit diesem Wechsel wenig einverstanden war, ebenso wie die Quedlinburger Bürgerschaft. Anna Dorothea hatte gegen diesen Verkauf protestiert und verweigerte Kurbrandenburg die Belehnung mit der Schutzherrschaft. Der brandenburgische Kurfürst ließ Quedlinburg daraufhin im Januar 1698 militärisch besetzen und im September desselben Jahres erfolgte schließlich die Huldigung durch die Stadt, wenig später auch der Geistlichen des Stifts. Mit dem neuen Schutzherren, aber auch mit dem Rat der Stadt Quedlinburg, lag Anna Dorothea häufig in Widerspruch bei der Besetzung von Pfarrstellen.

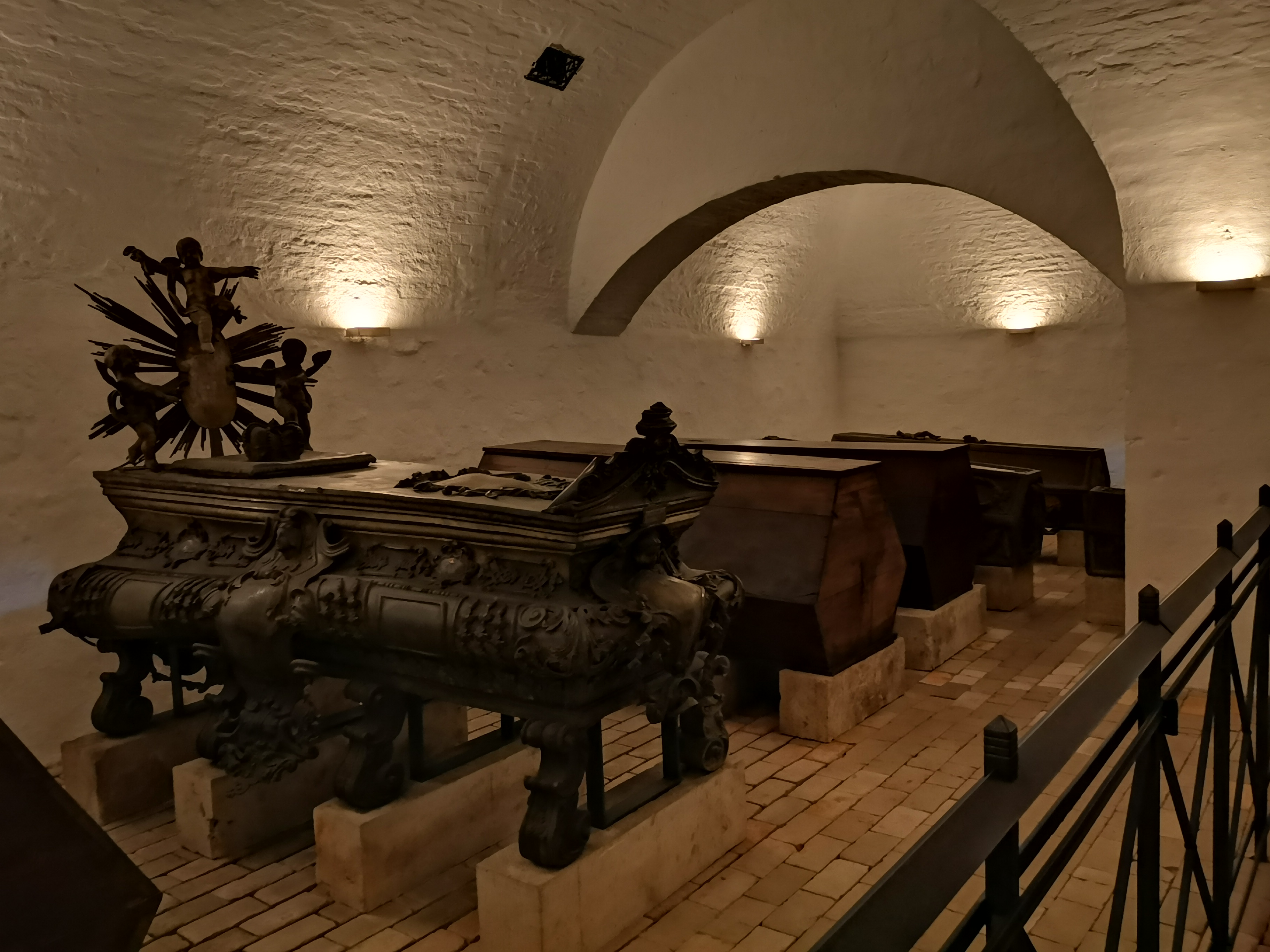
Sarg in der Fürstengruft (Mitte)

1703 war die Gesundheit Anna Dorotheas derart stark geschwächt, dass sie noch im gleichen Jahr nach Karlsbad reiste, um wieder zu genesen; jedoch ohne Erfolg. Am 24. Juni 1704 starb die Äbtissin im Alter von 46 Jahren in Quedlinburg. Ihr Sarg befindet sich heute in der Fürstengruft auf dem Historischen Friedhof in Weimar. Auf den verschiedenen Taler- und Dukatenstückelungen, die auf ihren Tod herausgegeben wurden, ist der Todestag als 23. Juni angegeben.